# Ají (guiso)
El ají es un tipo de guiso o crema cocida de origen andino que se elabora con ají amarillo (fresco o seco) y espesada con pan remojado u otra fuente de almidón.
En la cocina peruana se distingue los términos genéricos de picante y ají en cuanto a que sólo los segundos se espesan. Entre los platillos más conocidos de los ajíes están el ají de gallina y el ají de huevos. También son muy valorados el ají de mondongo, el ají de lacayote y el ají de mariscos.

## Variedades
La gastronomía boliviana tiene entre sus platos tradicionales el ají de achakana, el ají de papalisa, el ají de lengua, entre otros.